# Nomenklatura
Nomenklatura (ryska: номенклатура, svenska: "nomenklatur") var ett system för kontroll över hur tjänster i den sovjetiska stats- och partiapparaten, samt viktiga statliga företag, tillsattes. Systemet omfattade en rad listor över dels viktiga tjänster, dels en lista över personer som partiet godkände för innehav av sådana tjänster. Nomenklatura-systemet övervakades av kommunistpartiets högsta instanser.
Några exempel på tjänster som omfattades var ministerposter, redaktörer vid tidningar, fabriksdirektörer och chefer vid skolor och olika slags institutioner. Systemet skapade en sovjetisk elit av personer som erhöll särskilda rättigheter och privilegier. Det kunde handla om möjligheten att handla vid särskilda affärer eller tillgång till speciella sjukhus och skolor. Ett av Michail Gorbatjovs mål med sin glasnost- och perestrojka-politik var att reformera nomenklatura-systemet.
I överförd mening används ordet om den grupp av personer som innehade sådana tjänster, det vill säga Sovjetunionens privilegierade ledande skikt.